# Filmfare Awards (1980)
27-я церемония награждения Filmfare Awards прошла в городе Бомбей в 1980 году. На ней были отмечены лучшие киноработы на хинди, вышедшие в прокат до конца 1979 года.

## Список лауреатов и номинантов

### Основные премии
| Категории                         | Фото лауреатов      | Лауреаты и номинанты                                               | Фильмы                                                             | Роли                                                               |
| --------------------------------- | ------------------- | ------------------------------------------------------------------ | ------------------------------------------------------------------ | ------------------------------------------------------------------ |
| Лучший фильм                      | Лучший фильм        | • «Amar Deep» (реж. Р. Кришнамурти, К. Виджайян, прод. К. Баладжи) | • «Amar Deep» (реж. Р. Кришнамурти, К. Виджайян, прод. К. Баладжи) | • «Amar Deep» (реж. Р. Кришнамурти, К. Виджайян, прод. К. Баладжи) |
| Лучший фильм                      | Лучший фильм        | • «Безумие» (реж. Шьям Бенегал, прод. Шаши Капур)                  |                                                                    |                                                                    |
| Лучший фильм                      | Лучший фильм        | • «Черный камень» (реж. и прод. Яш Чопра)                          |                                                                    |                                                                    |
| Лучший фильм                      | Лучший фильм        | • «Нури» (реж. Манмохан Кришна, прод. Яш Чопра)                    |                                                                    |                                                                    |
| Лучший фильм                      | Лучший фильм        | • «Ритмы песен» (реж. К. Вишванатх, прод. Н. Н. Сиппи)             |                                                                    |                                                                    |
| Лучшая режиссёрская работа        |                     | • Ришикеш Мукхерджи                                                | «Jurmana»                                                          | «Jurmana»                                                          |
| Лучшая режиссёрская работа        | • Ришикеш Мукхерджи | «Всё дело в усах»                                                  | «Всё дело в усах»                                                  |                                                                    |
| Лучшая режиссёрская работа        | • Манмохан Кришна   | «Нури»                                                             | «Нури»                                                             |                                                                    |
| Лучшая режиссёрская работа        | • Шьям Бенегал      | «Безумие»                                                          | «Безумие»                                                          |                                                                    |
| Лучшая режиссёрская работа        | • Яш Чопра          | «Черный камень»                                                    | «Черный камень»                                                    |                                                                    |
| Лучшая мужская роль               |                     | • Амитабх Баччан                                                   | «Черный камень»                                                    | Виджай Пал Сингх                                                   |
| Лучшая мужская роль               | • Амитабх Баччан    | «Отважный парень»                                                  | Натварлал                                                          |                                                                    |
| Лучшая мужская роль               | • Амол Палекар      | «Всё дело в усах»                                                  | Рам Шарма / Лаксман Шарма                                          |                                                                    |
| Лучшая мужская роль               | • Раджеш Кханна     | «Amar Deep»                                                        | Раджа / Сону                                                       |                                                                    |
| Лучшая мужская роль               | • Риши Капур        | «Ритмы песен»                                                      | Раджу                                                              |                                                                    |
| Лучшая женская роль               |                     | • Хема Малини                                                      | «Мира»                                                             | принцесса, поэтесса и святая Мирабаи                               |
| Лучшая женская роль               | • Джая Прада        | «Ритмы песен»                                                      | Хема Прадхан                                                       |                                                                    |
| Лучшая женская роль               | • Джая Бхадури      | «Слуга»                                                            | служанка Гита                                                      |                                                                    |
| Лучшая женская роль               | • Пунам Дхиллон     | «Нури»                                                             | Нури Наби                                                          |                                                                    |
| Лучшая женская роль               | • Ракхи Гульзар     | «Jurmana»                                                          | Рама Шарма                                                         |                                                                    |
| Лучшая мужская роль второго плана |                     | • Амджад Хан                                                       | «Dada»                                                             | Фазлу                                                              |
| Лучшая мужская роль второго плана | • Насируддин Шах    | «Безумие»                                                          | Шарфараз Хан                                                       |                                                                    |
| Лучшая мужская роль второго плана | • Шатругхан Синха   | «Черный камень»                                                    | Мангал Сингх                                                       |                                                                    |
| Лучшая мужская роль второго плана | • Утпал Датт        | «Всё дело в усах»                                                  | Бхавани Шанкар                                                     |                                                                    |
| Лучшая мужская роль второго плана | • Винод Мехра       | «Amar Deep»                                                        | Кишан                                                              |                                                                    |
| Лучшая женская роль второго плана |                     | • Дина Патхак                                                      | «Всё дело в усах»                                                  | миссис Камла Шривастав                                             |
| Лучшая женская роль второго плана | • Фарида Джалал     | «Jurmana»                                                          | Лайла                                                              |                                                                    |
| Лучшая женская роль второго плана | • Хелен             | «Два цвета крови»                                                  | Сьюзи                                                              |                                                                    |
| Лучшая женская роль второго плана | • Дженнифер Капур   | «Безумие»                                                          | миссис Мариам Лабадор                                              |                                                                    |
| Лучшая женская роль второго плана | • Ниту Сингх        | «Черный камень»                                                    | Чанно                                                              |                                                                    |
| Лучшее исполнение комической роли |                     | • Асрани                                                           | «Ритмы песен»                                                      | Гопи                                                               |
| Лучшее исполнение комической роли | • Девен Варма       | «Всё дело в усах»                                                  | (играет сам себя)                                                  |                                                                    |
| Лучшее исполнение комической роли | • Девен Варма       | «Lok Parlok»                                                       | Читрагупт Шарма                                                    |                                                                    |
| Лучшее исполнение комической роли | • Мехмуд            | «Слуга»                                                            | Дайял                                                              |                                                                    |
| Лучшее исполнение комической роли | • Утпал Датт        | «Всё дело в усах»                                                  | Бхавани Шанкар                                                     |                                                                    |
| Лучший сюжет                      |                     | • Шанкар Шеш                                                       | «Dooriyaan»                                                        | «Dooriyaan»                                                        |
| Лучший сюжет                      | • Салим-Джавед      | «Черный камень»                                                    | «Черный камень»                                                    |                                                                    |
| Лучший сюжет                      | • Сайлеш Дей        | «Всё дело в усах»                                                  | «Всё дело в усах»                                                  |                                                                    |
| Лучший сюжет                      | • Шьям Бенегал      | «Безумие»                                                          | «Безумие»                                                          |                                                                    |
| Лучший сюжет                      | • К. Вишванатх      | «Ритмы песен»                                                      | «Ритмы песен»                                                      |                                                                    |

### Музыкальные премии
| Категории                       | Фото лауреатов        | Лауреаты и номинанты | Фильмы                     | Песни                   |
| ------------------------------- | --------------------- | -------------------- | -------------------------- | ----------------------- |
| Лучшая музыка к песне           |                       | • Хайям              | «Нури»                     | «Нури»                  |
| Лучшая музыка к песне           | • Лаксмикант-Пьярелал | «Jaani Dushman»      | «Jaani Dushman»            |                         |
| Лучшая музыка к песне           | • Лаксмикант-Пьярелал | «Ритмы песен»        | «Ритмы песен»              |                         |
| Лучшая музыка к песне           | • Раджеш Рошан        | «Черный камень»      | «Черный камень»            |                         |
| Лучшая музыка к песне           | • Раджеш Рошан        | «Отважный парень»    | «Отважный парень»          |                         |
| Лучшие слова к песне            |                       | • Ананд Бакши        | «Jurmana»                  | «Sawan Ke Jhoole Pade»  |
| Лучшие слова к песне            | • Ананд Бакши         | «Ритмы песен»        | «Dafliwale»                |                         |
| Лучшие слова к песне            | • Гулзар              | «Всё дело в усах»    | «Aanewala Pal»             |                         |
| Лучшие слова к песне            | • Джан Нисар Ахтар    | «Нури»               | «Aajare Mere Dilbar»       |                         |
| Лучшие слова к песне            | • Сахир Лудхианви     | «Dada»               | «Dilke Tukde Tukde»        |                         |
| Лучший мужской закадровый вокал |                       | • Амитабх Баччан     | «Отважный парень»          | «Mere Pass Aao»         |
| Лучший мужской закадровый вокал | • Кишор Кумар         | «Чёрный камень»      | «Ek Rashta Hai Zindagi»    |                         |
| Лучший мужской закадровый вокал | • Мохаммед Рафи       | «Jaani Dushman»      | «Chalo Re Doli Uthao»      |                         |
| Лучший мужской закадровый вокал | • Нитин Мукеш         | «Нури»               | «Aajare Mere Dilbar»       |                         |
| Лучший мужской закадровый вокал | • К. Дж. Йесудас      | «Dada»               | «Dilke Tukde Tukde»        |                         |
| Лучший мужской закадровый вокал | • К. Дж. Йесудас      | «Sunayana»           | «Sunayana In Nazaronko»    |                         |
| Лучший женский закадровый вокал |                       | • Чхая Гангули       | «Gaman»                    | «Aap Ki Yaad Aati Rahi» |
| Лучший женский закадровый вокал | • Хемлата             | «Sunayana»           | «Megha O Megha»            |                         |
| Лучший женский закадровый вокал | • Уша Мангешкар       | «Ikraar»             | «Humse Nazar To Milao»     |                         |
| Лучший женский закадровый вокал | • Вани Джайярам       | «Мира»               | «Aeri Main To Prem Diwani» |                         |
| Лучший женский закадровый вокал | • Вани Джайярам       | «Мира»               | «Meera To Giridhar Gopal»  |                         |

### Премии критиков
| Категории                   | Фильмы-лауреаты                                         |
| --------------------------- | ------------------------------------------------------- |
| Лучший художественный фильм | • «Jeena Yahan» (реж. Басу Чаттерджи и прод. Н. П. Али) |

### Технические премии
| Категории                            | Лауреаты                    | Фильмы                                      |
| ------------------------------------ | --------------------------- | ------------------------------------------- |
| Лучший диалог                        | • Сатьядев Дубей            | «Безумие»                                   |
| Лучший сценарий                      | • Гириш Карнад, Б.В. Карант | «Час, когда коровы возвращаются с пастбища» |
| Лучший монтаж                        | • Бханудас Дивакар          | «Безумие»                                   |
| Лучшая операторская работа           | • Говинд Нихалани           | «Безумие»                                   |
| Лучшая работа художника-постановщика | • Мадхукар Шинде            | «Два цвета крови»                           |
| Лучший звук                          | • Хитендра Гхош             | «Безумие»                                   |

## Наибольшее количество номинаций и побед
- «Безумие» — 9 (5)
- «Всё дело в усах» — 8 (3)
- «Ритмы песен» — 7 (1)
- «Черный камень» — 7 (0)
- «Нури» — 6 (0)